# ان‌جی‌سی ۷۰۵۲
ان‌جی‌سی ۷۰۵۲ (انگلیسی: NGC 7052) نام یک کهکشان در صورت فلکی روباهک است.